# Web-Anime
Web-Anime (jap. Webアニメ), auch: Original Net Animation oder Original Net Anime (abgekürzt ONA), ist eine Bezeichnung für Anime, deren Erstveröffentlichung über das Internet erfolgt.
Der Ausdruck Original Net Anime (オリジナルネットアニメ) wurde von der Website zum Anime Lingerie Senshi Papillon Rose geprägt, das eine erotische Parodie auf das Magical-Girl-Genre darstellte. Außerhalb Japans wurde dieser Begriff als Original Net Animation aufgenommen. Der Ausdruck wurde in Analogie zu Original Video Animation gebildet, womit Anime bezeichnet werden, deren Erstveröffentlichung als Video (auf LD, VHS, DVD, HD DVD, Blu-ray oder anderen Videodatenträgern) erfolgt. Wie OVAs sind ONAs in vielen Fällen Serien mit geringer Folgenzahl oder Einzelfilme und können die Fortsetzung oder Vorgeschichte einer Fernsehproduktion bilden, aber auch eigenständige Projekte sein.
Zwar finden sich Animationen im Anime-Stil schon seit Langem im Internet, doch handelt es sich hierbei um nicht-kommerzielle Fan-Produktionen in Form von GIF- oder Flash-Animationen. Der Vertrieb professioneller Animationen als Streaming Media in Fernsehqualität über das Netz wurde erst möglich durch die steigende Anzahl an Breitband- und Glasfaserverbindungen. Ein frühes Beispiel dafür ist der Web-Anime zu Azumanga Daioh, der am 28. Dezember 2000 gestreamt wurde.

## Vertreter
| Name                                                               | Japanisch                                                           | Plattform                                  | Erst-VÖ       |
| ------------------------------------------------------------------ | ------------------------------------------------------------------- | ------------------------------------------ | ------------- |
| Azumanga Web Daioh                                                 | あずまんがWeb大王                                                   |                                            | 28. Dez. 2000 |
| Ajimu – Kaigan Monogatari                                          | あじむ 〜海岸物語〜                                                 |                                            | 15. Juni 2001 |
| Black Jack                                                         | ブラック・ジャック                                                  |                                            | 1. Aug. 2001  |
| I Wish You Were Here                                               |                                                                     |                                            | 12. Okt. 2001 |
| Six Angels                                                         | シックス・エンジェルズ                                              | Bigglobe Stream                            | 6. Nov. 2001  |
| Mahō Yūgi                                                          | 魔法遊戯                                                            | Lycos                                      | 16. Nov. 2001 |
| Mahō Yūgi Tobidasu!! Hanamaru Daibōken                             | 魔法遊戯 飛び出す!!ハナマル大冒険                                   | Lycos                                      | 16. Nov. 2001 |
| φchic academy Ōra Banshō                                           | サイキックアカデミー煌羅万象                                        | Lycos                                      | 29. März 2002 |
| Gaia Getter Ā-kun                                                  | ガイアゲッターアークン                                              | Bigglobe Stream                            | 1. Juni 2002  |
| BLAME!Ver.0.11                                                     |                                                                     |                                            | 14. Juni 2002 |
| Ginga Tetsudō 999                                                  | 銀河鉄道999                                                         |                                            | 9. Sep. 2002  |
| Shitamachi Alien: Papipipipupi                                     | 下町エイリアン パピピピプピ                                         | Yahoo! Dōga                                | 25. Okt. 2005 |
| Butazuka                                                           | ブタヅカ                                                            | Yahoo! Dōga                                | 10. Nov. 2005 |
| Bōnōmo                                                             | ボーノーモ                                                          | Yahoo! Dōga                                | 24. Nov. 2005 |
| The King of Fighters: Another Day                                  |                                                                     |                                            | 2. Dez. 2005  |
| Rean no Tsubasa                                                    | リーンの翼                                                          | Bandai Channel                             | 16. Dez. 2005 |
| nice & neat                                                        |                                                                     |                                            | 14. Apr. 2006 |
| FLAG                                                               |                                                                     | Bandai Channel                             | 16. Juni 2006 |
| Hoshizora Kiseki                                                   | 星空キセキ                                                          | Yahoo! Dōga                                | 10. Juli 2006 |
| Kidō Senshi Gundam SEED C.E. 73: Stargazer                         | 機動戦士ガンダムSEED C.E.73 STARGAZER                               | Bandai Channel                             | 14. Juli 2006 |
| AyuMayu Gekijō                                                     | あゆまゆ劇場                                                        |                                            | 29. Sep. 2006 |
| Bakumatsu Kikansetsu: Irohanihoheto                                | 幕末機関説 いろはにほへと                                           | GyaO                                       | 6. Okt. 2006  |
| Senritsu no Mirage Pokemon                                         | 戦慄のミラージュポケモン                                            | Anitere Theater (TV Tokyo), Bandai Channel | 13. Okt. 2006 |
| Catblue: Dynamite                                                  | CATBLUE:DYNAMITE                                                    |                                            | 22. Dez. 2006 |
| GR – Giant Robo                                                    | GR-GIANT ROBO-                                                      |                                            | 19. Jan. 2007 |
| Keitai Shōjo                                                       | ケータイ少女                                                        | Yahoo! Dōga                                | 20. März 2007 |
| Pokemon Fushigi no Dungeon: Shutsudō Pokemon Kyūjotai Gambarus!    | ポケモン不思議のダンジョン 出動ポケモン救助隊ガンバルズ!            | Yahoo! Dōga                                | 23. März 2007 |
| Saishū Shiken Kujira                                               | 最終試験くじら                                                      | Chō! Animelo, Nico Nico Anime Channel      | 25. Aug. 2007 |
| Petit Eva                                                          | ぷちえゔぁ                                                          | Bandai Channel                             | 26. Okt. 2007 |
| Candy☆Boy                                                          |                                                                     | Chō! Animelo, Nico Nico Anime Channel      | 22. Nov. 2007 |
| Iku ze! Ken-san                                                    | いくぜっ!源さん                                                     | GyaO                                       | 24. März 2008 |
| Megumi                                                             | めぐみ                                                              |                                            | 28. März 2008 |
| Penguin Musume Heart                                               | ペンギン娘♥はぁと                                                   | Nico Nico Anime Channel                    | 19. Apr. 2008 |
| Hennako-chan                                                       | へんな子ちゃん                                                      | YouTube                                    | 25. Apr. 2008 |
| Candy boy                                                          |                                                                     | Nico Nico Anime Channel                    | 2. Mai 2008   |
| Macross Fufonfia                                                   |                                                                     |                                            | 30. Mai 2008  |
| Chocolate Underground                                              | チョコレート・アンダーグラウンド                                    | Yahoo! Dōga                                | 12. Juni 2008 |
| Gurren Lagann Parallel Works                                       | グレンラガン パラレルワークス                                       |                                            | 16. Juni 2008 |
| Nimanima                                                           | にまにま                                                            | Nico Nico Anime Channel                    | 23. Juli 2008 |
| Eve no Jikan                                                       | イヴの時間                                                          | Yahoo! Dōga                                | 1. Aug. 2008  |
| Bōnen no Xam’d                                                     | 亡念のザムド                                                        | PlayStation Network                        | 24. Sep. 2008 |
| Mugen Kōro Animated Short Film                                     | 無限航路 Animated short film                                        |                                            | 17. Okt. 2008 |
| Kiyoku Masashiku Utsukushiku                                       | 清く正しく美しく                                                    |                                            | 4. Nov. 2008  |
| Tamagotchi Original Anime                                          | たまごっちオリジナルアニメ                                          | YouTube                                    | 12. Dez. 2008 |
| Hetalia: Axis Powers                                               | ヘタリア Axis Powers                                                | Animate TV                                 | 26. Jan. 2009 |
| Kaitei Mikan no Kawa Mairu                                         | 海底ミカンの皮マイル                                                | Bandai Channel                             | 30. Jan. 2009 |
| Suzumiya Haruhi-chan no Yūutsu                                     | 涼宮ハルヒちゃんの憂鬱                                              | YouTube                                    | 14. Feb. 2009 |
| Nyorōn Churuya-san                                                 | にょろーん ちゅるやさん                                             | YouTube                                    | 14. Feb. 2009 |
| The Magical Night: Cinderella to Alice to Aladdin no Another Story | ザ・マジカルナイト シンデレラとアリスとアラジンのアナザーストーリー |                                            | 20. Feb. 2009 |
| Hoshi no Negai o: Cold Body + Warm Heart                           | 星に願いを COLD BODY + WARM HEART                                   | Yahoo! Dōga                                | 1. Juni 2009  |
| Hetalia: Axis Powers: Dai-2-ki                                     | ヘタリア Axis Powers 第2期                                          | Animate TV                                 | 24. Juli 2009 |
| Hoshi no Negai o: Fantastic Cat                                    | 星に願いを Fantastic Cat                                            | Yahoo! Dōga                                | 3. Aug. 2009  |
| Ontama!                                                            | おんたま!                                                           | Nico Nico Anime Channel                    | 7. Aug. 2009  |
| Licca-chan to Mahō no Kuni                                         | リカちゃんと魔法の国                                                |                                            | 9. Okt. 2009  |
| Bakemonogatari 13                                                  | 化物語                                                              |                                            | 3. Nov. 2009  |
| Yanyan Machiko                                                     | やんやんマチコ                                                      | YouTube                                    | 25. Dez. 2009 |
| Yutori-chan                                                        | ゆとりちゃん                                                        |                                            | 29. Dez. 2009 |
| Hetalia: World Series                                              | ヘタリア World Series                                               | Animate TV                                 | 26. März 2010 |
| Lupin III. vs. Ein Supertrio – Cat's Eye                           | ルパン三世VSキャッツ・アイ                                          | Prime Video                                | 27. Jan. 2023 |
| Bullet/Bullet                                                      | バレット/バレット                                                   | Disney+                                    | 16. Juli 2025 |